# Calzedonia
Grupo Calzedonia es una empresa Italianaque produce ropa interior, medias y trajes de baño para mujer, hombre y niño.

## Historia
La empresa se fundó en 1987 en Oppeano (Provincia de Verona) y su principal accionista y presidente es Sandro Veronesi, nacido en 1959 en Belluno y licenciado en Economía y Comercio, quien anteriormente había trabajado en Golden Lady. La consejera delegada de la empresa es Marisa Golo, compañera de estudios de Veronesi. En la empresa trabajan también los tres hijos de Veronesi: Marcello, Matteo y Federico.
En 2009, según datos de una publicación de Mediobanca sobre las principales sociedades italianas, el Grupo Calzedonia resultó ser uno de los siete grupos empresariales italianos en haber superado los mil millones de euros de facturacion anuales.

## Sedes operativas
La sede del grupo, actualmente, se encuentra en Dossobuono. El grupo cuenta, además, con una sede en Vallese que se usa para fines logísticos y como cash and carry del grupo, contando también con un outlet. Asimismo, el grupo cuenta con dos outlet en Avio (Provincia de Trento) y Granarolo dell'Emilia (Provincia de Bolonia). Las unidades productivas del grupo en el extranjero se encuentran en Croacia, Bulgaria, Serbia, Rumanía y Sri Lanka.

## Marcas
Las marcas del Grupo Calzedonia son:
- Calzedonia[4]
- Intimissimi[5]
- Intimissimi Uomo[6]
- Tezenis[7]
- Falconeri[8]
- Atelier Emé[9]
- Signorvino[10]